# Deutscher Meister (Basketball)
Ein Deutscher Meister im Basketball ist die jeweils jährlich erfolgreichste Mannschaft einer deutschen Basketball-Meisterschaft. Erstmals wurde 1939 mit dem LSV Spandau ein Deutscher Meister im Basketball gekürt.
Mit Beginn des Zweiten Weltkriegs kam der nationale Spielbetrieb zum Erliegen. Erst 1947 wurde die zweite Basketballmeisterschaft ausgespielt. Der Deutsche Basketball Bund (DBB) wurde 1949 in Düsseldorf gegründet. Seit der Spielzeit 1966/67 wird der Deutsche Meister durch die Basketball-Bundesliga ermittelt. Vorher wurde in den Oberligen Nord, West, Süd-West und Süd erstklassig gespielt. In der DDR wurde der Meister des Deutschen Basketball-Verbandes (DBV) der DDR von 1953 bis 1990 in der Oberliga ausgespielt.
Rekordtitelträger der Herren sind die Bayer Giants Leverkusen mit 14 gewonnenen Meisterschaften. Sie gewannen von 1990 bis 1996 sieben Titel in Folge. Alba Berlin bestimmte von 1997 bis 2003 das Geschehen und gewann ebenfalls sieben Titel in Folge.
Bei den Frauen ist die SG KPV 69 Halle Rekordtitelträger der DDR mit 20 Meisterschaften. In der Bundesrepublik erreichte DJK Agon 08 Düsseldorf mit 12 Titeln die meisten Meisterschaften.
Neben der deutschen Meisterschaft wird auch ein Pokalwettbewerb ausgespielt, siehe Deutscher Pokalsieger.

## Deutsche Meister der Männer

### (West-)Deutsche Meister
| Jahr                   | Meister                  | Stadt             |
| ---------------------- | ------------------------ | ----------------- |
| Deutsche Meisterschaft |                          |                   |
| 1939                   | LSV Spandau              | Berlin            |
| 1947                   | MTSV Schwabing           | München           |
| 1948                   | Turnerbund Heidelberg    | Heidelberg        |
| 1949                   | MTSV Schwabing           | München           |
| 1950                   | BC Stuttgart-Degerloch   | Stuttgart         |
| 1951                   | Turnerbund Heidelberg    | Heidelberg        |
| 1952                   | Turnerbund Heidelberg    | Heidelberg        |
| 1953                   | Turnerbund Heidelberg    | Heidelberg        |
| 1954                   | FC Bayern München        | München           |
| 1955                   | FC Bayern München        | München           |
| 1956                   | ATV Düsseldorf           | Düsseldorf        |
| 1957                   | USC Heidelberg           | Heidelberg        |
| 1958                   | USC Heidelberg           | Heidelberg        |
| 1959                   | USC Heidelberg           | Heidelberg        |
| 1960                   | USC Heidelberg           | Heidelberg        |
| 1961                   | USC Heidelberg           | Heidelberg        |
| 1962                   | USC Heidelberg           | Heidelberg        |
| 1963                   | Alemannia Aachen         | Aachen            |
| 1964                   | Alemannia Aachen         | Aachen            |
| 1965                   | MTV 1846 Gießen          | Gießen            |
| 1966                   | USC Heidelberg           | Heidelberg        |
| Basketball-Bundesliga  |                          |                   |
| 1967                   | MTV 1846 Gießen          | Gießen            |
| 1968                   | MTV 1846 Gießen          | Gießen            |
| 1969                   | VfL Osnabrück            | Osnabrück         |
| 1970                   | TuS 04 Leverkusen        | Leverkusen        |
| 1971                   | TuS 04 Leverkusen        | Leverkusen        |
| 1972                   | TuS 04 Leverkusen        | Leverkusen        |
| 1973                   | USC Heidelberg           | Heidelberg        |
| 1974                   | SSV Hagen                | Hagen             |
| 1975                   | MTV 1846 Gießen          | Gießen            |
| 1976                   | TuS 04 Leverkusen        | Leverkusen        |
| 1977                   | USC Heidelberg           | Heidelberg        |
| 1978                   | MTV 1846 Gießen          | Gießen            |
| 1979                   | TuS 04 Leverkusen        | Leverkusen        |
| 1980                   | SSC Göttingen            | Göttingen         |
| 1981                   | BSC Saturn Köln          | Köln              |
| 1982                   | BSC Saturn Köln          | Köln              |
| 1983                   | ASC 1846 Göttingen       | Göttingen         |
| 1984                   | ASC 1846 Göttingen       | Göttingen         |
| 1985                   | TSV Bayer 04 Leverkusen  | Leverkusen        |
| 1986                   | TSV Bayer 04 Leverkusen  | Leverkusen        |
| 1987                   | BSC Saturn Köln          | Köln              |
| 1988                   | BSC Saturn Köln          | Köln              |
| 1989                   | BG Steiner Bayreuth      | Bayreuth          |
| 1990                   | TSV Bayer 04 Leverkusen  | Leverkusen        |
| 1991                   | TSV Bayer 04 Leverkusen  | Leverkusen        |
| 1992                   | TSV Bayer 04 Leverkusen  | Leverkusen        |
| 1993                   | TSV Bayer 04 Leverkusen  | Leverkusen        |
| 1994                   | TSV Bayer 04 Leverkusen  | Leverkusen        |
| 1995                   | TSV Bayer 04 Leverkusen  | Leverkusen        |
| 1996                   | TSV Bayer 04 Leverkusen  | Leverkusen        |
| 1997                   | Alba Berlin              | Berlin            |
| 1998                   | Alba Berlin              | Berlin            |
| 1999                   | Alba Berlin              | Berlin            |
| 2000                   | Alba Berlin              | Berlin            |
| 2001                   | Alba Berlin              | Berlin            |
| 2002                   | Alba Berlin              | Berlin            |
| 2003                   | Alba Berlin              | Berlin            |
| 2004                   | OPEL Skyliners Frankfurt | Frankfurt am Main |
| 2005                   | GHP Bamberg              | Bamberg           |
| 2006                   | RheinEnergie Köln        | Köln              |
| 2007                   | Brose Baskets            | Bamberg           |
| 2008                   | Alba Berlin              | Berlin            |
| 2009                   | EWE Baskets Oldenburg    | Oldenburg         |
| 2010                   | Brose Baskets            | Bamberg           |
| 2011                   | Brose Baskets            | Bamberg           |
| 2012                   | Brose Baskets            | Bamberg           |
| 2013                   | Brose Baskets            | Bamberg           |
| 2014                   | FC Bayern München        | München           |
| 2015                   | Brose Baskets            | Bamberg           |
| 2016                   | Brose Baskets            | Bamberg           |
| 2017                   | Brose Bamberg            | Bamberg           |
| 2018                   | FC Bayern München        | München           |
| 2019                   | FC Bayern München        | München           |
| 2020                   | Alba Berlin              | Berlin            |
| 2021                   | Alba Berlin              | Berlin            |
| 2022                   | Alba Berlin              | Berlin            |
| 2023                   | Ratiopharm Ulm           | Ulm               |
| 2024                   | FC Bayern München        | München           |
| 2025                   | FC Bayern München        | München           |

#### Tabelle
| Rang | Verein                  | Meisterschaften | davon BBL-Titel | Jahr                                                                               | Meistertitel u. a. als                     |
| ---- | ----------------------- | --------------- | --------------- | ---------------------------------------------------------------------------------- | ------------------------------------------ |
| 1    | Bayer Giants Leverkusen | 14              | 14              | 1970, 1971, 1972, 1976, 1979, 1985, 1986, 1990, 1991, 1992, 1993, 1994, 1995, 1996 | TuS 04 Leverkusen, TSV Bayer 04 Leverkusen |
| 2    | Alba Berlin             | 11              | 11              | 1997, 1998, 1999, 2000, 2001, 2002, 2003, 2008, 2020, 2021, 2022                   | -                                          |
| 3    | Bamberg Baskets         | 9               | 9               | 2005, 2007, 2010, 2011, 2012, 2013, 2015, 2016, 2017                               | GHP Bamberg, Brose Baskets, Brose Bamberg  |
|      | USC Heidelberg          | 9               | 2               | 1957, 1958, 1959, 1960, 1961, 1962, 1966, 1973, 1977                               | -                                          |
| 5    | FC Bayern München       | 7               | 5               | 1954, 1955, 2014, 2018, 2019, 2024, 2025                                           | -                                          |
| 6    | Gießen 46ers            | 5               | 4               | 1965, 1967, 1968, 1975, 1978                                                       | MTV 1846 Gießen                            |
| 7    | Turnerbund Heidelberg   | 4               | 0               | 1948, 1951, 1952, 1953                                                             | -                                          |
|      | BSC Saturn Köln         | 4               | 4               | 1981, 1982, 1987, 1988                                                             | -                                          |
| 9    | ASC 1846 Göttingen      | 3               | 3               | 1980, 1983, 1984                                                                   | SSC Göttingen                              |
| 10   | MTSV Schwabing          | 2               | 0               | 1947, 1949                                                                         | -                                          |
|      | Alemannia Aachen        | 2               | 0               | 1963, 1964                                                                         | -                                          |
| 13   | LSV Spandau             | 1               | 0               | 1939                                                                               | -                                          |
|      | BC Stuttgart-Degerloch  | 1               | 0               | 1950                                                                               | -                                          |
|      | ATV Düsseldorf          | 1               | 0               | 1956                                                                               | -                                          |
|      | VfL Osnabrück           | 1               | 1               | 1969                                                                               | -                                          |
|      | Brandt Hagen            | 1               | 1               | 1974                                                                               | SSV Hagen                                  |
|      | medi bayreuth           | 1               | 1               | 1989                                                                               | Steiner Bayreuth                           |
|      | Skyliners Frankfurt     | 1               | 1               | 2004                                                                               | Opel Skyliners Frankfurt                   |
|      | Köln 99ers              | 1               | 1               | 2006                                                                               | RheinEnergie Köln                          |
|      | EWE Baskets Oldenburg   | 1               | 1               | 2009                                                                               | EWE Baskets Oldenburg                      |
|      | Ratiopharm Ulm          | 1               | 1               | 2023                                                                               | -                                          |

### DDR-Meister
| Jahr                | Meister                    | Stadt         |
| ------------------- | -------------------------- | ------------- |
| Basketball-Oberliga |                            |               |
| 1953                | HSG Wissenschaft HU Berlin | Berlin        |
| 1954                | HSG Wissenschaft HU Berlin | Berlin        |
| 1955                | HSG Wissenschaft HU Berlin | Berlin        |
| 1956                | HSG Wissenschaft HU Berlin | Berlin        |
| 1957                | HSG Wissenschaft HU Berlin | Berlin        |
| 1958                | HSG Wissenschaft HU Berlin | Berlin        |
| 1959                | HSG Wissenschaft HU Berlin | Berlin        |
| 1960                | HSG Wissenschaft HU Berlin | Berlin        |
| 1961                | HSG Wissenschaft HU Berlin | Berlin        |
| 1962                | ASK Vorwärts Halle         | Halle (Saale) |
| 1963                | SC Chemie Halle            | Halle (Saale) |
| 1964                | SC Chemie Halle            | Halle (Saale) |
| 1965                | ASK Vorwärts Leipzig       | Leipzig       |
| 1966                | ASK Vorwärts Leipzig       | Leipzig       |
| 1967                | ASK Vorwärts Leipzig       | Leipzig       |
| 1968                | ASK Vorwärts Leipzig       | Leipzig       |
| 1969                | ASK Vorwärts Leipzig       | Leipzig       |
| 1970                | SG KPV 69 Halle            | Halle (Saale) |
| 1971                | HSG KMU Leipzig            | Leipzig       |
| 1972                | SG KPV 69 Halle            | Halle (Saale) |
| 1973                | HSG KMU Leipzig            | Leipzig       |
| 1974                | BSG AdW Berlin             | Berlin        |
| 1975                | HSG KMU Leipzig            | Leipzig       |
| 1976                | HSG KMU Leipzig            | Leipzig       |
| 1977                | HSG KMU Leipzig            | Leipzig       |
| 1978                | BSG AdW Berlin             | Berlin        |
| 1979                | BSG AdW Berlin             | Berlin        |
| 1980                | BSG AdW Berlin             | Berlin        |
| 1981                | BSG AdW Berlin             | Berlin        |
| 1982                | BSG AdW Berlin             | Berlin        |
| 1983                | BSG AdW Berlin             | Berlin        |
| 1984                | BSG AdW Berlin             | Berlin        |
| 1985                | BSG AdW Berlin             | Berlin        |
| 1986                | BSG AdW Berlin             | Berlin        |
| 1987                | BSG AdW Berlin             | Berlin        |
| 1988                | HSG TU Magdeburg           | Magdeburg     |
| 1989                | HSG TU Magdeburg           | Magdeburg     |
| 1990                | BSG AdW Berlin             | Berlin        |

#### Tabelle
| Rang | Verein                     | Meisterschaften | Jahr                                                                   | Meistertitel u. a. als |
| ---- | -------------------------- | --------------- | ---------------------------------------------------------------------- | ---------------------- |
| 1    | BSG AdW Berlin             | 12              | 1974, 1978, 1979, 1980, 1981, 1982, 1983, 1984, 1985, 1986, 1987, 1990 | -                      |
| 2    | HSG Wissenschaft HU Berlin | 9               | 1953, 1954, 1955, 1956, 1957, 1958, 1959, 1960, 1961                   | -                      |
| 3    | ASK Vorwärts Leipzig       | 5               | 1965, 1966, 1967, 1968, 1969                                           | -                      |
|      | HSG KMU Leipzig            | 5               | 1971, 1973, 1975, 1976, 1977                                           | -                      |
| 5    | SC Chemie Halle            | 2               | 1963, 1964                                                             | -                      |
|      | SG KPV 69 Halle            | 2               | 1970, 1972                                                             | -                      |
|      | HSG TU Magdeburg           | 2               | 1988, 1989                                                             | -                      |
| 8    | ASK Vorwärts Halle         | 1               | 1962                                                                   | -                      |

### Deutsche Jugendmeister
| Jahr | U14 (D-Jugend)                            | U16 (C-Jugend) (ab 2010 als JBBL)         | U16-Pokal                                 | U18 (B-Jugend) (ab 2007 U19 als NBBL)     | U18-Pokal                                 | U20 (A-Jugend)           |
| ---- | ----------------------------------------- | ----------------------------------------- | ----------------------------------------- | ----------------------------------------- | ----------------------------------------- | ------------------------ |
| 1949 | nicht ausgetragen                         | nicht ausgetragen                         | nicht ausgetragen                         | nicht ausgetragen                         | nicht ausgetragen                         | BC Heidelberg            |
| 1950 | nicht ausgetragen                         | nicht ausgetragen                         | nicht ausgetragen                         | nicht ausgetragen                         | nicht ausgetragen                         | Neuköllner Sportfreunde  |
| 1951 | nicht ausgetragen                         | nicht ausgetragen                         | nicht ausgetragen                         | nicht ausgetragen                         | nicht ausgetragen                         | OSC Berlin               |
| 1952 | nicht ausgetragen                         | nicht ausgetragen                         | nicht ausgetragen                         | nicht ausgetragen                         | nicht ausgetragen                         | nicht ausgetragen        |
| 1953 | nicht ausgetragen                         | nicht ausgetragen                         | nicht ausgetragen                         | nicht ausgetragen                         | nicht ausgetragen                         | TS Jahn München          |
| 1954 | nicht ausgetragen                         | nicht ausgetragen                         | nicht ausgetragen                         | nicht ausgetragen                         | nicht ausgetragen                         | BC Heidelberg            |
| 1955 | nicht ausgetragen                         | nicht ausgetragen                         | nicht ausgetragen                         | nicht ausgetragen                         | nicht ausgetragen                         | TSG Darmstadt            |
| 1956 | nicht ausgetragen                         | nicht ausgetragen                         | nicht ausgetragen                         | nicht ausgetragen                         | nicht ausgetragen                         | USC Heidelberg           |
| 1957 | nicht ausgetragen                         | nicht ausgetragen                         | nicht ausgetragen                         | nicht ausgetragen                         | nicht ausgetragen                         | 1. FC Kaiserslautern     |
| 1958 | nicht ausgetragen                         | nicht ausgetragen                         | nicht ausgetragen                         | nicht ausgetragen                         | nicht ausgetragen                         | 1. FC Kaiserslautern     |
| 1959 | nicht ausgetragen                         | nicht ausgetragen                         | nicht ausgetragen                         | nicht ausgetragen                         | nicht ausgetragen                         | Hellas Göttingen         |
| 1960 | nicht ausgetragen                         | nicht ausgetragen                         | nicht ausgetragen                         | nicht ausgetragen                         | nicht ausgetragen                         | LV Pfalz                 |
| 1961 | nicht ausgetragen                         | nicht ausgetragen                         | nicht ausgetragen                         | nicht ausgetragen                         | nicht ausgetragen                         | LV Westdeutschland       |
| 1962 | nicht ausgetragen                         | nicht ausgetragen                         | nicht ausgetragen                         | nicht ausgetragen                         | nicht ausgetragen                         | Oldenburger TB           |
| 1963 | nicht ausgetragen                         | nicht ausgetragen                         | nicht ausgetragen                         | nicht ausgetragen                         | nicht ausgetragen                         | MTV Wolfenbüttel         |
| 1964 | nicht ausgetragen                         | nicht ausgetragen                         | nicht ausgetragen                         | nicht ausgetragen                         | nicht ausgetragen                         | USC Mainz                |
| 1965 | nicht ausgetragen                         | nicht ausgetragen                         | nicht ausgetragen                         | nicht ausgetragen                         | nicht ausgetragen                         | Oldenburger TB           |
| 1966 | nicht ausgetragen                         | nicht ausgetragen                         | nicht ausgetragen                         | nicht ausgetragen                         | nicht ausgetragen                         | MTV Gießen               |
| 1967 | nicht ausgetragen                         | nicht ausgetragen                         | nicht ausgetragen                         | nicht ausgetragen                         | nicht ausgetragen                         | MTV Gießen               |
| 1968 | nicht ausgetragen                         | nicht ausgetragen                         | nicht ausgetragen                         | nicht ausgetragen                         | nicht ausgetragen                         | MTV Gießen               |
| 1969 | nicht ausgetragen                         | nicht ausgetragen                         | nicht ausgetragen                         | nicht ausgetragen                         | nicht ausgetragen                         | MTV Gießen               |
| 1970 | nicht ausgetragen                         | nicht ausgetragen                         | nicht ausgetragen                         | nicht ausgetragen                         | nicht ausgetragen                         | MTV Gießen               |
| 1971 | nicht ausgetragen                         | nicht ausgetragen                         | nicht ausgetragen                         | KuSG Leimen                               | nicht ausgetragen                         | Hamburger TB             |
| 1972 | nicht ausgetragen                         | DJK SB München                            | nicht ausgetragen                         | TuS 04 Leverkusen                         | nicht ausgetragen                         | MTV Gießen               |
| 1973 | nicht ausgetragen                         | TuS 04 Leverkusen                         | nicht ausgetragen                         | TuS 04 Leverkusen                         | nicht ausgetragen                         | TuS 04 Leverkusen        |
| 1974 | nicht ausgetragen                         | TuS 04 Leverkusen                         | nicht ausgetragen                         | DJK Sportbund München                     | nicht ausgetragen                         | TuS 04 Leverkusen        |
| 1975 | nicht ausgetragen                         | FC Schalke 04                             | nicht ausgetragen                         | BG 74 Göttingen                           | nicht ausgetragen                         | ASV Köln                 |
| 1976 | nicht ausgetragen                         | BSV 92 Berlin                             | nicht ausgetragen                         | SSV Hagen                                 | nicht ausgetragen                         | SSC Göttingen            |
| 1977 | nicht ausgetragen                         | SSC Göttingen                             | nicht ausgetragen                         | SSV Hagen                                 | nicht ausgetragen                         | TV Langen                |
| 1978 | nicht ausgetragen                         | TV Kirchheimbolanden                      | nicht ausgetragen                         | DTV Charlottenburg                        | nicht ausgetragen                         | SSV Hagen                |
| 1979 | nicht ausgetragen                         | SSV Hagen                                 | nicht ausgetragen                         | SC Rist Wedel                             | nicht ausgetragen                         | TuS 04 Leverkusen        |
| 1980 | nicht ausgetragen                         | SSC Göttingen                             | nicht ausgetragen                         | SC Rist Wedel                             | nicht ausgetragen                         | TuS 04 Leverkusen        |
| 1981 | nicht ausgetragen                         | SSV Hagen                                 | nicht ausgetragen                         | SV 03 Tübingen                            | nicht ausgetragen                         | TuS 04 Leverkusen        |
| 1982 | nicht ausgetragen                         | TV Langen                                 | nicht ausgetragen                         | ASC 46 Göttingen                          | nicht ausgetragen                         | Post SV Wuppertal        |
| 1983 | nicht ausgetragen                         | ASC 46 Göttingen                          | nicht ausgetragen                         | USC Heidelberg                            | nicht ausgetragen                         | SSV Hagen                |
| 1984 | nicht ausgetragen                         | EOSC Offenbach                            | nicht ausgetragen                         | TV Langen                                 | nicht ausgetragen                         | ASC Göttingen            |
| 1985 | nicht ausgetragen                         | TSV Speyer                                | nicht ausgetragen                         | ASC 46 Göttingen                          | nicht ausgetragen                         | OSC Bremerhaven          |
| 1986 | nicht ausgetragen                         | TSV Speyer                                | nicht ausgetragen                         | EOSC Offenbach                            | nicht ausgetragen                         | SSC Bad Sooden-Allendorf |
| 1987 | nicht ausgetragen                         | TSV Speyer                                | nicht ausgetragen                         | 1. FC Bamberg                             | nicht ausgetragen                         | ASC Göttingen            |
| 1988 | nicht ausgetragen                         | Osnabrücker SC                            | nicht ausgetragen                         | SC Rist Wedel                             | nicht ausgetragen                         | SSV Hagen                |
| 1989 | nicht ausgetragen                         | TuS Lichterfelde                          | nicht ausgetragen                         | TSV Speyer                                | nicht ausgetragen                         | TSV Bayer 04 Leverkusen  |
| 1990 | nicht ausgetragen                         | TSV Speyer                                | nicht ausgetragen                         | EOSC Offenbach                            | nicht ausgetragen                         | TSV Bayer 04 Leverkusen  |
| 1991 | nicht ausgetragen                         | TuS Rotenburg                             | nicht ausgetragen                         | TuS Lichterfelde                          | nicht ausgetragen                         | TuS Lichterfelde         |
| 1992 | nicht ausgetragen                         | TuS Rotenburg                             | nicht ausgetragen                         | TSV Bayer 04 Leverkusen                   | nicht ausgetragen                         | TuS Lichterfelde         |
| 1993 | nicht ausgetragen                         | Eintracht Frankfurt                       | nicht ausgetragen                         | MTV Gießen                                | nicht ausgetragen                         | TuS Lichterfelde         |
| 1994 | nicht ausgetragen                         | TSV Bayer 04 Leverkusen                   | nicht ausgetragen                         | Brandt Hagen                              | nicht ausgetragen                         | TuS Lichterfelde         |
| 1995 | nicht ausgetragen                         | TSV Bayer 04 Leverkusen                   | nicht ausgetragen                         | Eintracht Frankfurt                       | nicht ausgetragen                         | MTV Gießen               |
| 1996 | nicht ausgetragen                         | BG 74 Göttingen                           | nicht ausgetragen                         | TSV Bayer 04 Leverkusen                   | nicht ausgetragen                         | USC Freiburg             |
| 1997 | nicht ausgetragen                         | Brandt Hagen                              | nicht ausgetragen                         | BC 69 Halle                               | nicht ausgetragen                         | TuS Lichterfelde         |
| 1998 | nicht ausgetragen                         | SG Maxdorf/Bad Dürkheim/BI Speyer         | nicht ausgetragen                         | SV 03 Tübingen                            | nicht ausgetragen                         | TuS Lichterfelde         |
| 1999 | nicht ausgetragen                         | TuS Lichterfelde                          | nicht ausgetragen                         | Brandt Hagen                              | nicht ausgetragen                         | TSV Bayer 04 Leverkusen  |
| 2000 | nicht ausgetragen                         | City Basket Berlin                        | nicht ausgetragen                         | TuS Lichterfelde                          | nicht ausgetragen                         | TuS Lichterfelde         |
| 2001 | nicht ausgetragen                         | TuS Lichterfelde                          | nicht ausgetragen                         | TuS Lichterfelde                          | nicht ausgetragen                         | Rhöndorfer TV            |
| 2002 | nicht ausgetragen                         | BG Karlsruhe                              | nicht ausgetragen                         | TuS Lichterfelde                          | nicht ausgetragen                         | TSV Breitengüßbach       |
| 2003 | nicht ausgetragen                         | IBBA Berlin                               | nicht ausgetragen                         | BG 74 Göttingen                           | nicht ausgetragen                         | TSV Bayer 04 Leverkusen  |
| 2004 | nicht ausgetragen                         | SG Urspringschule/Schelklingen            | nicht ausgetragen                         | TuS Lichterfelde                          | nicht ausgetragen                         | TuS Lichterfelde         |
| 2005 | nicht ausgetragen                         | TV Langen                                 | nicht ausgetragen                         | SG Urspringschule/Schelklingen            | nicht ausgetragen                         | Basket Ludwigsburg       |
| 2006 | nicht ausgetragen                         | Marzahner Basket Bären                    | nicht ausgetragen                         | TV Langen                                 | nicht ausgetragen                         | TSV Bayer 04 Leverkusen  |
| 2007 | TTL Bamberg                               | TuS Lichterfelde                          | nicht ausgetragen                         | Team Urspring                             | SG Urspringschule                         | nicht ausgetragen        |
| 2008 | Alba Berlin                               | TuS Lichterfelde                          | nicht ausgetragen                         | Team Urspring                             | SFG Bernkastel-Kues                       | nicht ausgetragen        |
| 2009 | BG Harburg-Hittfeld                       | Oldenburger TB                            | nicht ausgetragen                         | Alba Berlin                               | SG Urspringschule                         | nicht ausgetragen        |
| 2010 | SG Köln                                   | IBBA Berlin                               | nicht ausgetragen                         | Team Urspring                             | Eintracht Frankfurt                       | nicht ausgetragen        |
| 2011 | Paderborn Baskets                         | Team Urspring                             | nicht ausgetragen                         | Team Urspring                             | TSV Breitengüßbach                        | nicht ausgetragen        |
| 2012 | TuS Lichterfelde                          | Paderborn Baskets                         | MJC Trier                                 | TSV Breitengüßbach                        | BSG Ludwigsburg                           | nicht ausgetragen        |
| 2013 | TTL Basketball Bamberg                    | TSV Bayer 04 Leverkusen                   | TSV Quakenbrück                           | Team Urspring                             | TSV 1861 Nördlingen                       | nicht ausgetragen        |
| 2014 | Eintracht Frankfurt                       | Young Dragons Quakenbrück                 | TSV Quakenbrück                           | Alba Berlin                               | FC Bayern München                         | nicht ausgetragen        |
| 2015 | FC Bayern München                         | BBA Ludwigsburg                           | TuS Lichterfelde                          | FC Bayern München                         | Alba Berlin                               | nicht ausgetragen        |
| 2016 | FC Bayern München                         | SG Eintracht/Skyliners Frankfurt          | TTL Basketball Bamberg                    | TSV Breitengüßbach                        | Alba Berlin                               | nicht ausgetragen        |
| 2017 | FC Bayern München                         | Alba Berlin                               | MTV 1862 Kronberg                         | FC Bayern München                         | UBC Münster                               | nicht ausgetragen        |
| 2018 | Alba Berlin                               | Alba Berlin                               | Eintracht Frankfurt                       | Alba Berlin                               | EBC Rostock                               | nicht ausgetragen        |
| 2019 | Frankfurt Skyliners                       | FC Bayern München                         | BBU '01 Ulm                               | FC Bayern München                         | MTV 1862 Kronberg                         | nicht ausgetragen        |
| 2020 | nicht ausgetragen (wg. Covid-19-Pandemie) | nicht ausgetragen (wg. Covid-19-Pandemie) | nicht ausgetragen (wg. Covid-19-Pandemie) | nicht ausgetragen (wg. Covid-19-Pandemie) | nicht ausgetragen (wg. Covid-19-Pandemie) | nicht ausgetragen        |
| 2021 | nicht ausgetragen (wg. Covid-19-Pandemie) | nicht ausgetragen (wg. Covid-19-Pandemie) | nicht ausgetragen (wg. Covid-19-Pandemie) | nicht ausgetragen (wg. Covid-19-Pandemie) | nicht ausgetragen (wg. Covid-19-Pandemie) | nicht ausgetragen        |
| 2022 | BBU '01 Ulm                               | Ratiopharm Ulm                            | Niendorfer TSV                            | Alba Berlin                               | Alba Berlin                               | nicht ausgetragen        |
| 2023 | Alba Berlin                               | Alba Berlin                               | BBU '01 Ulm                               | Alba Berlin                               | TG Hanau                                  | nicht ausgetragen        |
| 2024 | FC Bayern München                         | Baskets Juniors Oldenburg                 | Alba Berlin                               | Young Rasta Dragons Vechta/Quakenbrück    | DBV Charlottenburg                        | nicht ausgetragen        |
| 2025 | Alba Berlin                               | Alba Berlin                               | TS Jahn München                           | FC Bayern München                         | Alba Berlin                               | nicht ausgetragen        |

## Deutsche Meister der Frauen

### (West-)Deutsche Meister
| Jahr                   | Meister                                        | Stadt                                          |
| ---------------------- | ---------------------------------------------- | ---------------------------------------------- |
| Deutsche Meisterschaft |                                                |                                                |
| 1947                   | TS Jahn 1887 München                           | München                                        |
| 1948                   | TS Jahn 1887 München                           | München                                        |
| 1949                   | TSC Spandau 1880                               | Berlin                                         |
| 1950                   | TS Jahn 1887 München                           | München                                        |
| 1951                   | TS Jahn 1887 München                           | München                                        |
| 1952                   | Turnerbund Heidelberg                          | Heidelberg                                     |
| 1953                   | Neuköllner Sportfreunde                        | Berlin                                         |
| 1954                   | TSG 78 Heidelberg                              | Heidelberg                                     |
| 1955                   | Heidelberger TV 1846                           | Heidelberg                                     |
| 1956                   | Heidelberger TV 1846                           | Heidelberg                                     |
| 1957                   | Heidelberger TV 1846                           | Heidelberg                                     |
| 1958                   | Heidelberger TV 1846                           | Heidelberg                                     |
| 1959                   | Heidelberger TV 1846                           | Heidelberg                                     |
| 1960                   | Heidelberger TV 1846                           | Heidelberg                                     |
| 1961                   | TV Augsburg 1847                               | Augsburg                                       |
| 1962                   | TV Groß-Gerau                                  | Groß-Gerau                                     |
| 1963                   | Heidelberger TV 1846                           | Heidelberg                                     |
| 1964                   | TV Augsburg 1847                               | Augsburg                                       |
| 1965                   | ATV Düsseldorf                                 | Düsseldorf                                     |
| 1966                   | TSV Schwaben Augsburg                          | Augsburg                                       |
| 1967                   | ATV Düsseldorf                                 | Düsseldorf                                     |
| 1968                   | 1. SC Göttingen 05                             | Göttingen                                      |
| 1969                   | VfL Lichtenrade                                | Berlin                                         |
| 1970                   | 1. SC Göttingen 05                             | Göttingen                                      |
| 1971                   | 1. SC Göttingen 05                             | Göttingen                                      |
| Basketball-Bundesliga  |                                                |                                                |
| 1972                   | 1. SC Göttingen 05                             | Göttingen                                      |
| 1973                   | Heidelberger SC                                | Heidelberg                                     |
| 1974                   | 1. SC Göttingen 05                             | Göttingen                                      |
| 1975                   | DJK Agon 08 Düsseldorf                         | Düsseldorf                                     |
| 1976                   | Düsseldorfer BG ART/TVG                        | Düsseldorf                                     |
| 1977                   | Düsseldorfer BG ART/TVG                        | Düsseldorf                                     |
| 1978                   | TuS 04 Leverkusen                              | Leverkusen                                     |
| 1979                   | TuS 04 Leverkusen                              | Leverkusen                                     |
| 1980                   | DJK Agon 08 Düsseldorf                         | Düsseldorf                                     |
| 1981                   | DJK Agon 08 Düsseldorf                         | Düsseldorf                                     |
| 1982                   | DJK Agon 08 Düsseldorf                         | Düsseldorf                                     |
| 1983                   | DJK Agon 08 Düsseldorf                         | Düsseldorf                                     |
| 1984                   | DJK Agon 08 Düsseldorf                         | Düsseldorf                                     |
| 1985                   | DJK Agon 08 Düsseldorf                         | Düsseldorf                                     |
| 1986                   | DJK Agon 08 Düsseldorf                         | Düsseldorf                                     |
| 1987                   | DJK Agon 08 Düsseldorf                         | Düsseldorf                                     |
| 1988                   | DJK Agon 08 Düsseldorf                         | Düsseldorf                                     |
| 1989                   | Barmer TV 1846 Wuppertal                       | Wuppertal                                      |
| 1990                   | DJK Agon 08 Düsseldorf                         | Düsseldorf                                     |
| 1991                   | DJK Agon 08 Düsseldorf                         | Düsseldorf                                     |
| 1992                   | Lotus München                                  | München                                        |
| 1993                   | Barmer TV 1846 Wuppertal                       | Wuppertal                                      |
| 1994                   | Barmer TV 1846 Wuppertal                       | Wuppertal                                      |
| 1995                   | Barmer TV 1846 Wuppertal                       | Wuppertal                                      |
| 1996                   | Barmer TV 1846 Wuppertal                       | Wuppertal                                      |
| 1997                   | Barmer TV 1846 Wuppertal                       | Wuppertal                                      |
| 1998                   | Barmer TV 1846 Wuppertal                       | Wuppertal                                      |
| 1999                   | Barmer TV 1846 Wuppertal                       | Wuppertal                                      |
| 2000                   | Barmer TV 1846 Wuppertal                       | Wuppertal                                      |
| 2001                   | BTV Gold-Zack Wuppertal                        | Wuppertal                                      |
| 2002                   | BTV Gold-Zack Wuppertal                        | Wuppertal                                      |
| 2003                   | BC uniVersa Marburg                            | Marburg                                        |
| 2004                   | TSV 1880 Wasserburg                            | Wasserburg am Inn                              |
| 2005                   | TSV 1880 Wasserburg                            | Wasserburg am Inn                              |
| 2006                   | TSV 1880 Wasserburg                            | Wasserburg am Inn                              |
| 2007                   | TSV 1880 Wasserburg                            | Wasserburg am Inn                              |
| 2008                   | TSV 1880 Wasserburg                            | Wasserburg am Inn                              |
| 2009                   | TV Saarlouis Royals                            | Saarlouis                                      |
| 2010                   | TV Saarlouis Royals                            | Saarlouis                                      |
| 2011                   | TSV 1880 Wasserburg                            | Wasserburg am Inn                              |
| 2012                   | Wolfenbüttel Wildcats                          | Wolfenbüttel                                   |
| 2013                   | TSV 1880 Wasserburg                            | Wasserburg am Inn                              |
| 2014                   | TSV 1880 Wasserburg                            | Wasserburg am Inn                              |
| 2015                   | TSV 1880 Wasserburg                            | Wasserburg am Inn                              |
| 2016                   | TSV 1880 Wasserburg                            | Wasserburg am Inn                              |
| 2017                   | TSV 1880 Wasserburg                            | Wasserburg am Inn                              |
| 2018                   | Rutronik Stars Keltern                         | Keltern                                        |
| 2019                   | Herner TC                                      | Herne                                          |
| 2020                   | Abbruch der Saison wegen der COVID-19-Pandemie | Abbruch der Saison wegen der COVID-19-Pandemie |
| 2021                   | Rutronik Stars Keltern                         | Keltern                                        |
| 2022                   | Eisvögel USC Freiburg                          | Freiburg                                       |
| 2023                   | Rutronik Stars Keltern                         | Keltern                                        |
| 2024                   | Alba Berlin                                    | Berlin                                         |
| 2025                   | Rutronik Stars Keltern                         | Keltern                                        |

#### Tabelle
| Rang | Verein                   | Meisterschaften | davon BBL-Titel | Jahr                                                                   | Meistertitel u. a. als  |
| ---- | ------------------------ | --------------- | --------------- | ---------------------------------------------------------------------- | ----------------------- |
| 01   | DJK Agon 08 Düsseldorf   | 12              | 12              | 1975, 1980, 1981, 1982, 1983, 1984, 1985, 1986, 1987, 1988, 1990, 1991 | -                       |
| 02   | Barmer TV 1846 Wuppertal | 11              | 11              | 1989, 1993, 1994, 1995, 1996, 1997, 1998, 1999, 2000, 2001, 2002       | BTV Gold-Zack Wuppertal |
| 02   | TSV 1880 Wasserburg      | 11              | 11              | 2004, 2005, 2006, 2007, 2008, 2011, 2013, 2014, 2015, 2016, 2017       | -                       |
| 04   | Heidelberger TV 1846     | 7               | 0               | 1955, 1956, 1957, 1958, 1959, 1960, 1963                               | -                       |
| 05   | 1. SC Göttingen 05       | 5               | 2               | 1968, 1970, 1971, 1972, 1974                                           | -                       |
| 06   | TS Jahn 1887 München     | 4               | 0               | 1947, 1948, 1950, 1951                                                 | -                       |
| 06   | Rutronik Stars Keltern   | 4               | 4               | 2018, 2021, 2023, 2025                                                 | -                       |
| 08   | TV Augsburg 1847         | 2               | 0               | 1961, 1964                                                             | -                       |
| 08   | ATV Düsseldorf           | 2               | 0               | 1965, 1967                                                             | -                       |
| 08   | Düsseldorfer BG ART/TVG  | 2               | 2               | 1976, 1977                                                             | -                       |
| 08   | TSV Bayer 04 Leverkusen  | 2               | 2               | 1978, 1979                                                             | TuS 04 Leverkusen       |
| 08   | TV Saarlouis Royals      | 2               | 2               | 2009, 2010                                                             | -                       |
| 13   | TSC Spandau 1880         | 1               | 0               | 1949                                                                   | -                       |
| 13   | Turnerbund Heidelberg    | 1               | 0               | 1952                                                                   | -                       |
| 13   | Neuköllner Sportfreunde  | 1               | 0               | 1953                                                                   | -                       |
| 13   | TSG Heidelberg 1846      | 1               | 0               | 1954                                                                   | -                       |
| 13   | TV Groß-Gerau            | 1               | 0               | 1962                                                                   | -                       |
| 13   | TSV Schwaben Augsburg    | 1               | 0               | 1966                                                                   | -                       |
| 13   | VfL Lichtenrade          | 1               | 0               | 1969                                                                   | -                       |
| 13   | Heidelberger SC          | 1               | 1               | 1973                                                                   | -                       |
| 13   | München Basket           | 1               | 1               | 1992                                                                   | Lotus München           |
| 13   | BC uniVersa Marburg      | 1               | 1               | 2003                                                                   | -                       |
| 13   | Wolfenbüttel Wildcats    | 1               | 1               | 2012                                                                   | -                       |
| 13   | Herner TC                | 1               | 1               | 2019                                                                   | -                       |
| 13   | Eisvögel USC Freiburg    | 1               | 1               | 2022                                                                   | -                       |
| 13   | Alba Berlin              | 1               | 1               | 2024                                                                   | -                       |

### DDR-Meister
| Jahr                | Meister                    | Stadt         |
| ------------------- | -------------------------- | ------------- |
| Basketball-Oberliga |                            |               |
| 1954                | BSG Rotation Mitte Leipzig | Leipzig       |
| 1955                | BSG Rotation Mitte Leipzig | Leipzig       |
| 1956                | HSG Wissenschaft HU Berlin | Berlin        |
| 1957                | HSG Wissenschaft HU Berlin | Berlin        |
| 1958                | HSG Wissenschaft HU Berlin | Berlin        |
| 1959                | HSG Wissenschaft HU Berlin | Berlin        |
| 1960                | SC Chemie Halle            | Halle (Saale) |
| 1961                | SC Chemie Halle            | Halle (Saale) |
| 1962                | SC Rotation Berlin         | Berlin        |
| 1963                | TSC Berlin                 | Berlin        |
| 1964                | SC Chemie Halle            | Halle (Saale) |
| 1965                | SC DHfK Leipzig            | Leipzig       |
| 1966                | SC DHfK Leipzig            | Leipzig       |
| 1967                | TSC Berlin                 | Berlin        |
| 1968                | SC Chemie Halle            | Halle (Saale) |
| 1969                | SC Chemie Halle            | Halle (Saale) |
| 1970                | SG KPV 69 Halle            | Halle (Saale) |
| 1971                | SG KPV 69 Halle            | Halle (Saale) |
| 1972                | SG KPV 69 Halle            | Halle (Saale) |
| 1973                | SG KPV 69 Halle            | Halle (Saale) |
| 1974                | BSG EBT Berlin             | Berlin        |
| 1975                | SG KPV 69 Halle            | Halle (Saale) |
| 1976                | SG KPV 69 Halle            | Halle (Saale) |
| 1977                | SG KPV 69 Halle            | Halle (Saale) |
| 1978                | SG KPV 69 Halle            | Halle (Saale) |
| 1979                | SG KPV 69 Halle            | Halle (Saale) |
| 1980                | SG KPV 69 Halle            | Halle (Saale) |
| 1981                | SG KPV 69 Halle            | Halle (Saale) |
| 1982                | SG KPV 69 Halle            | Halle (Saale) |
| 1983                | SG KPV 69 Halle            | Halle (Saale) |
| 1984                | SG KPV 69 Halle            | Halle (Saale) |
| 1985                | SG KPV 69 Halle            | Halle (Saale) |
| 1986                | SG KPV 69 Halle            | Halle (Saale) |
| 1987                | SG KPV 69 Halle            | Halle (Saale) |
| 1988                | SG KPV 69 Halle            | Halle (Saale) |
| 1989                | SG KPV 69 Halle            | Halle (Saale) |
| 1990                | SG KPV 69 Halle            | Halle (Saale) |

#### Tabelle
| Rang | Verein                     | Meisterschaften | Jahr | Meistertitel u. a. als |
| ---- | -------------------------- | --------------- | --- | ---------------------- |
| 1    | SG KPV 69 Halle            | 20              | 1970, 1971, 1972, 1973, 1975, 1976, 1977, 1978, 1979, 1980, 1981, 1982, 1983, 1984, 1985, 1986, 1987, 1988, 1989, 1990 | -                      |
| 2    | SC Chemie Halle            | 5               | 1960, 1961, 1964, 1968, 1969                                                                                           | -                      |
| 3    | HSG Wissenschaft HU Berlin | 4               | 1965, 1957, 1958, 1959                                                                                                 | -                      |
| 4    | TSC Berlin                 | 3               | 1962, 1963, 1967 | SC Rotation Berlin     |
| 5    | BSG Rotation Mitte Leipzig | 2               | 1954, 1955 | -                      |
|      | SC DHfK Leipzig            | 2               | 1965, 1966 | -                      |
| 7    | BSG EBT Berlin             | 1               | 1974 | -                      |

### Deutsche Jugendmeister
| Jahr | U14/U15 (D-Jugend) (bis 2009 U14, ab 2010 U15, ab 2018 U14) | U16 (C-Jugend)                            | U18 (B-Jugend) (ab 2010 WNBL)             | U19-Pokal         | U20 (A-Jugend)                  |
| ---- | ----------------------------------------------------------- | ----------------------------------------- | ----------------------------------------- | ----------------- | ------------------------------- |
| 1950 | nicht ausgetragen                                           | nicht ausgetragen                         | nicht ausgetragen                         | nicht ausgetragen | OSC Berlin                      |
| 1951 | nicht ausgetragen                                           | nicht ausgetragen                         | nicht ausgetragen                         | nicht ausgetragen | VfL 1848 Bad Kreuznach          |
| 1952 | nicht ausgetragen                                           | nicht ausgetragen                         | nicht ausgetragen                         | nicht ausgetragen | nicht ausgetragen               |
| 1953 | nicht ausgetragen                                           | nicht ausgetragen                         | nicht ausgetragen                         | nicht ausgetragen | TuS Lichterfelde                |
| 1954 | nicht ausgetragen                                           | nicht ausgetragen                         | nicht ausgetragen                         | nicht ausgetragen | nicht ausgetragen               |
| 1955 | nicht ausgetragen                                           | nicht ausgetragen                         | nicht ausgetragen                         | nicht ausgetragen | VfL Lichtenrade                 |
| 1956 | nicht ausgetragen                                           | nicht ausgetragen                         | nicht ausgetragen                         | nicht ausgetragen | ATV 77 Düsseldorf               |
| 1957 | nicht ausgetragen                                           | nicht ausgetragen                         | nicht ausgetragen                         | nicht ausgetragen | ATV 77 Düsseldorf               |
| 1958 | nicht ausgetragen                                           | nicht ausgetragen                         | nicht ausgetragen                         | nicht ausgetragen | Germania 87 Berlin              |
| 1959 | nicht ausgetragen                                           | nicht ausgetragen                         | nicht ausgetragen                         | nicht ausgetragen | ASV Berlin                      |
| 1960 | nicht ausgetragen                                           | nicht ausgetragen                         | nicht ausgetragen                         | nicht ausgetragen | LV Baden                        |
| 1961 | nicht ausgetragen                                           | nicht ausgetragen                         | nicht ausgetragen                         | nicht ausgetragen | LV Westdeutschland              |
| 1962 | nicht ausgetragen                                           | nicht ausgetragen                         | nicht ausgetragen                         | nicht ausgetragen | LV Westdeutschland              |
| 1963 | nicht ausgetragen                                           | nicht ausgetragen                         | nicht ausgetragen                         | nicht ausgetragen | BG Gelsenkirchen-Buer           |
| 1964 | nicht ausgetragen                                           | nicht ausgetragen                         | nicht ausgetragen                         | nicht ausgetragen | ATV 77 Düsseldorf               |
| 1965 | nicht ausgetragen                                           | nicht ausgetragen                         | nicht ausgetragen                         | nicht ausgetragen | 1. BC Bremerhaven               |
| 1966 | nicht ausgetragen                                           | nicht ausgetragen                         | nicht ausgetragen                         | nicht ausgetragen | Eintracht Frankfurt             |
| 1967 | nicht ausgetragen                                           | nicht ausgetragen                         | nicht ausgetragen                         | nicht ausgetragen | DJK Augsburg                    |
| 1968 | nicht ausgetragen                                           | nicht ausgetragen                         | nicht ausgetragen                         | nicht ausgetragen | DJK Augsburg                    |
| 1969 | nicht ausgetragen                                           | nicht ausgetragen                         | nicht ausgetragen                         | nicht ausgetragen | ATV 77 Düsseldorf               |
| 1970 | nicht ausgetragen                                           | nicht ausgetragen                         | nicht ausgetragen                         | nicht ausgetragen | ATV 77 Düsseldorf               |
| 1971 | nicht ausgetragen                                           | nicht ausgetragen                         | Rotweiß Oberhausen                        | nicht ausgetragen | DJK Landsberg                   |
| 1972 | nicht ausgetragen                                           | DJK Agon 08 Düsseldorf                    | Rotweiß Oberhausen                        | nicht ausgetragen | KuSG Leimen                     |
| 1973 | nicht ausgetragen                                           | DJK Agon 08 Düsseldorf                    | TuS 04 Leverkusen                         | nicht ausgetragen | FC Bayern München               |
| 1974 | nicht ausgetragen                                           | 1. SC 05 Göttingen                        | DJK Agon 08 Düsseldorf                    | nicht ausgetragen | FC Bayern München               |
| 1975 | nicht ausgetragen                                           | TuS 04 Leverkusen                         | 1. SC 05 Göttingen                        | nicht ausgetragen | TuS 04 Leverkusen               |
| 1976 | nicht ausgetragen                                           | DJK Agon 08 Düsseldorf                    | TuS 04 Leverkusen                         | nicht ausgetragen | DJK Agon 04 Düsseldorf          |
| 1977 | nicht ausgetragen                                           | DJK Agon 08 Düsseldorf                    | MTV Kronberg                              | nicht ausgetragen | TuS 04 Leverkusen               |
| 1978 | nicht ausgetragen                                           | TB Heidelberg-Boxberg                     | DJK Agon 08 Düsseldorf                    | nicht ausgetragen | 1. SC 05 Göttingen              |
| 1979 | nicht ausgetragen                                           | DJK Rickenbach                            | BG 74 Göttingen                           | nicht ausgetragen | KuSG Leimen                     |
| 1980 | nicht ausgetragen                                           | GSV Porz                                  | BG 74 Göttingen                           | nicht ausgetragen | DJK Agon 04 Düsseldorf          |
| 1981 | nicht ausgetragen                                           | BG 1974 Göttingen                         | Wyker TB                                  | nicht ausgetragen | Post SV Wuppertal               |
| 1982 | nicht ausgetragen                                           | BG 1974 Göttingen                         | DJK Agon 08 Düsseldorf                    | nicht ausgetragen | Post SV Wuppertal               |
| 1983 | nicht ausgetragen                                           | TuS Lichterfelde                          | Barmer TV                                 | nicht ausgetragen | BG Monheim                      |
| 1984 | nicht ausgetragen                                           | Wyker TB                                  | TSV Nördlingen                            | nicht ausgetragen | Barmer TV                       |
| 1985 | nicht ausgetragen                                           | TuS Lichterfelde                          | TSV Nördlingen                            | nicht ausgetragen | DJK Agon 04 Düsseldorf          |
| 1986 | nicht ausgetragen                                           | Osnabrücker SC                            | TuS Lichterfelde                          | nicht ausgetragen | DJK Agon 04 Düsseldorf          |
| 1987 | nicht ausgetragen                                           | TG Bad Homburg                            | DBC Berlin                                | nicht ausgetragen | TSV Bayer 04 Leverkusen         |
| 1988 | nicht ausgetragen                                           | BG Oberkassel                             | Osnabrücker SC                            | nicht ausgetragen | BG Bero Oberhausen              |
| 1989 | nicht ausgetragen                                           | TuS Lichterfelde                          | BG 74 Göttingen                           | nicht ausgetragen | TuS Lichterfelde                |
| 1990 | nicht ausgetragen                                           | TuS Lichterfelde                          | BG 74 Göttingen                           | nicht ausgetragen | DJK Agon 04 Düsseldorf          |
| 1991 | nicht ausgetragen                                           | DTV Charlottenburg                        | TuS Lichterfelde                          | nicht ausgetragen | BG 74 Göttingen                 |
| 1992 | nicht ausgetragen                                           | TuS Ascota Chemnitz                       | TV Langen                                 | nicht ausgetragen | Eintracht Frankfurt             |
| 1993 | nicht ausgetragen                                           | TuS Lichterfelde                          | SSC SW Berlin                             | nicht ausgetragen | DJK Würzburg                    |
| 1994 | nicht ausgetragen                                           | New Basket Oberhausen                     | TSV Hagen                                 | nicht ausgetragen | TV Langen                       |
| 1995 | nicht ausgetragen                                           | SC Rist Wedel                             | TSV Bayer 04 Leverkusen                   | nicht ausgetragen | BC 69 Halle                     |
| 1996 | nicht ausgetragen                                           | TSV Speyer                                | SC Rist Wedel                             | nicht ausgetragen | City Basket Berlin              |
| 1997 | nicht ausgetragen                                           | TSV Speyer                                | SC Rist Wedel                             | nicht ausgetragen | Post SV Telekom Trier           |
| 1998 | nicht ausgetragen                                           | New Basket Oberhausen                     | TV Bitburg                                | nicht ausgetragen | SC Rist Wedel                   |
| 1999 | nicht ausgetragen                                           | BG Chemnitz                               | TG Neuss                                  | nicht ausgetragen | SV Halle                        |
| 2000 | nicht ausgetragen                                           | New Basket Oberhausen                     | SV Halle                                  | nicht ausgetragen | SV Halle                        |
| 2001 | nicht ausgetragen                                           | TSV Nördlingen                            | SV Halle                                  | nicht ausgetragen | Old Daddy Basket Recklinghausen |
| 2002 | nicht ausgetragen                                           | Chemnitzer Basketgirls                    | uniVersa Oberhausen                       | nicht ausgetragen | SV Halle                        |
| 2003 | nicht ausgetragen                                           | SC Rist Wedel                             | New Basket Oberhausen                     | nicht ausgetragen | BG Dorsten                      |
| 2004 | nicht ausgetragen                                           | SV Halle                                  | SC Rist Wedel                             | nicht ausgetragen | UniVersa Oberhausen             |
| 2005 | nicht ausgetragen                                           | SC Alstertal-Langenhorn                   | SV Halle                                  | nicht ausgetragen | Chemnitzer Basketgirls          |
| 2006 | nicht ausgetragen                                           | SG Towers Speyer/Schifferstadt            | TuS Lichterfelde                          | nicht ausgetragen | SV Halle                        |
| 2007 | SV Halle                                                    | ETB SW Essen                              | TV Langen                                 | nicht ausgetragen | nicht ausgetragen               |
| 2008 | TSV 1883 Grünberg                                           | TSV 1883 Grünberg                         | New Basket 92 Oberhausen                  | nicht ausgetragen | nicht ausgetragen               |
| 2009 | TuS Lichterfelde                                            | TuS Bad Aibling                           | TSV 1883 Grünberg                         | nicht ausgetragen | nicht ausgetragen               |
| 2010 | TuS Lichterfelde                                            | nicht ausgetragen                         | SV Halle                                  | NB 92 Oberhausen  | nicht ausgetragen               |
| 2011 | BG 74 Göttingen                                             | nicht ausgetragen                         | SG TV Saarlouis/BIT Trier                 | TSV 1883 Grünberg | nicht ausgetragen               |
| 2012 | TuS Lichterfelde                                            | nicht ausgetragen                         | BG Zehlendorf                             | TV 1872 Saarlouis | nicht ausgetragen               |
| 2013 | Herner TC                                                   | nicht ausgetragen                         | TSV Hagen 1860                            | TSV 1883 Grünberg | nicht ausgetragen               |
| 2014 | TuS Lichterfelde                                            | nicht ausgetragen                         | Osnabrücker SC                            | TSV Hagen 1860    | nicht ausgetragen               |
| 2015 | TuS Lichterfelde                                            | nicht ausgetragen                         | Herner TC                                 | TSV 1883 Grünberg | nicht ausgetragen               |
| 2016 | DJK Don Bosco Bamberg                                       | nicht ausgetragen                         | Girls Baskets Braunschweig/Wolfenbüttel   | TSV 1883 Grünberg | nicht ausgetragen               |
| 2017 | TuS Lichterfelde                                            | nicht ausgetragen                         | Girls Baskets Braunschweig/Wolfenbüttel   | nicht ausgetragen | nicht ausgetragen               |
| 2018 | BBC Osnabrück                                               | TS Jahn München                           | TS Jahn München                           | nicht ausgetragen | nicht ausgetragen               |
| 2019 | SKG Roßdorf                                                 | TuS Lichterfelde                          | ChemCats Chemnitz                         | nicht ausgetragen | nicht ausgetragen               |
| 2020 | nicht ausgetragen (wg. COVID-19-Pandemie)                   | nicht ausgetragen (wg. COVID-19-Pandemie) | nicht ausgetragen (wg. COVID-19-Pandemie) | nicht ausgetragen | nicht ausgetragen               |
| 2021 | nicht ausgetragen (wg. COVID-19-Pandemie)                   | nicht ausgetragen (wg. COVID-19-Pandemie) | nicht ausgetragen (wg. COVID-19-Pandemie) | nicht ausgetragen | nicht ausgetragen               |
| 2022 | TG 48 Würzburg                                              | Citybasket Recklinghausen                 | Alba Berlin                               | nicht ausgetragen | nicht ausgetragen               |
| 2023 | TG 48 Würzburg                                              | Citybasket Recklinghausen                 | Rhein-Main Baskets                        | nicht ausgetragen | nicht ausgetragen               |
| 2024 | SB DJK Rosenheim                                            | TG 48 Würzburg                            | BSG Basket Ludwigsburg                    | nicht ausgetragen | nicht ausgetragen               |
| 2025 | Alba Berlin                                                 | TG 48 Würzburg                            | TG 48 Würzburg                            | nicht ausgetragen | nicht ausgetragen               |